# Palomar 2
Palomar 2 je kulová hvězdokupa v souhvězdí Vozky nacházející se ve vzdálenosti 88 700 světelných let od Země. Objevil ji v roce 1955 americký astronom Albert George Wilson. Palomar 2 se nachází 114 100 světelných let od jádra Mléčné dráhy.